# Yoon Sang-won
Yoon Sang-won ( hangul: 윤상원; hanja: 尹祥源; 19 de agosto de 1950 – 27 de maio de 1980) foi um ativista sul-coreano e porta-voz da milícia cidadã durante o Movimento de Democratização de Gwangju de 1980. Yoon foi morto no último dia da revolta e desde então se tornou um símbolo na Coreia do Sul como um mártir do movimento de democratização.

## Biografia

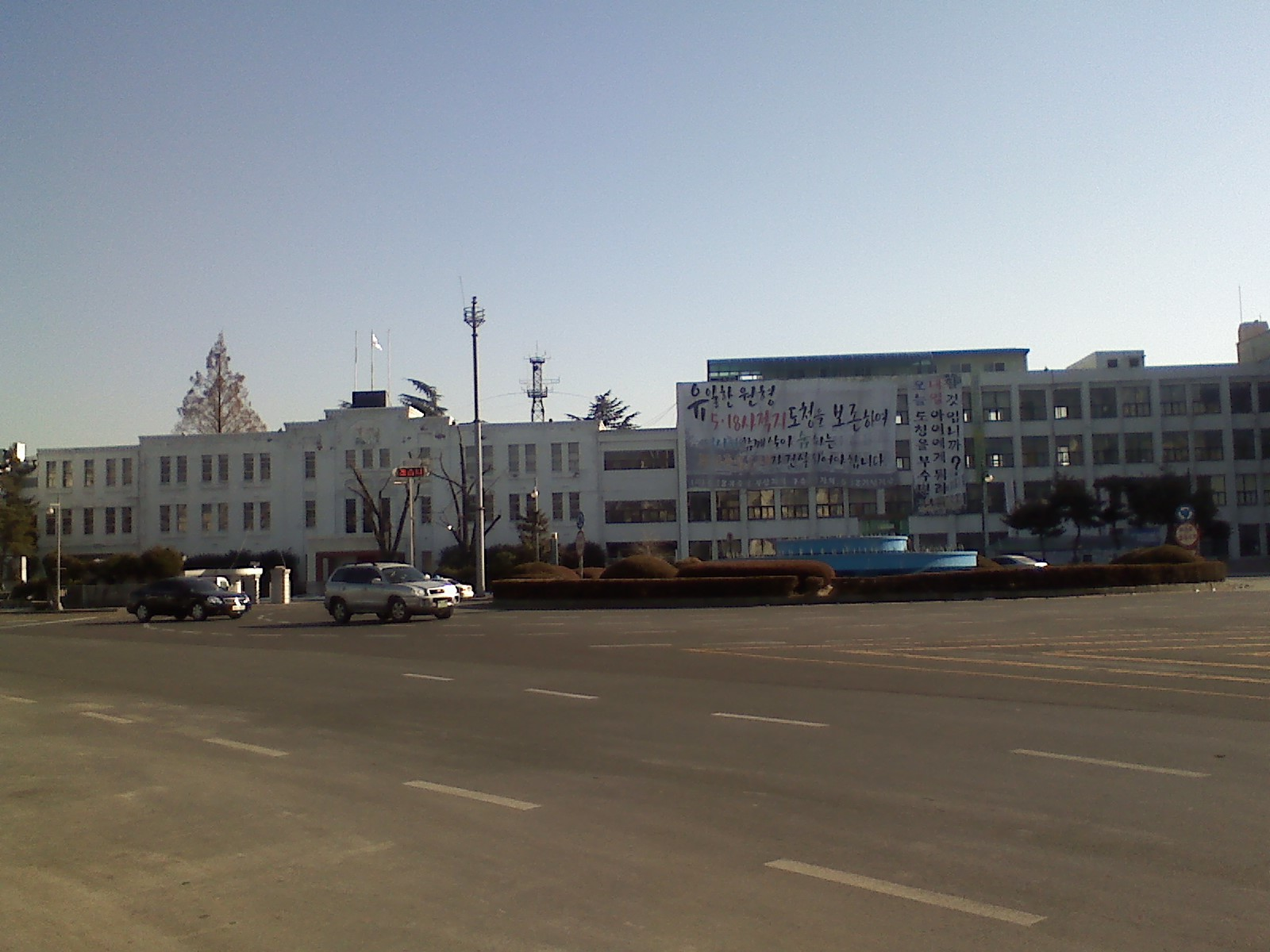
Antigo Gabinete Provincial de Jeolla do Sul, onde Joon e outros foram mortos em 27 de maio de 1980

Yoon Sang-won nasceu no distrito de Gwangsan, Gwangju, e frequentou a Universidade Nacional de Chonnam na década de 1970. Opondo-se à ditadura militar de Park Chung Hee, Yoon deixou seu emprego em um banco em 1978 para se concentrar no ativismo pela democracia. Yoon trabalhou na organização de grupos trabalhistas e ajudou a formar a Liga Nacional Democrática dos Trabalhadores em 1º de maio de 1980. Em 18 de maio daquele ano, uma revolta de cidadãos contra o regime militar e o golpe de estado liderado por Chun Doo-hwan eclodiu em Gwangju e Yoon rapidamente se tornou o principal porta-voz do Comitê de Luta Democrática. À medida que as forças da lei marcial reprimiam violentamente a revolta, a resistência armada se intensificava. Yoon e os restantes membros da milícia fixaram residência no edifício principal do Escritório provincial de Jeonnam [ko] que foi transformado na sede de facto da resistência. Os manifestantes conseguiram fortificar e manter o prédio até 27 de maio, quando ele foi invadido pelas forças da lei marcial. Yoon foi morto no início da manhã, fazendo uma última resistência para defender o prédio. O Movimento de Democratização de Gwangju terminou naquele dia, mas foi visto como um precursor da Luta de Junho de 1987, que levou às primeiras eleições livres e democráticas do país naquele ano, dentro do movimento de democratização mais amplo conhecido como minjung.